# 7154 Zhangmaolin
7154 Zhangmaolin è un asteroide della fascia principale. Scoperto nel 1979, presenta un'orbita caratterizzata da un semiasse maggiore pari a 2,2495577 au e da un'eccentricità di 0,0693348, inclinata di 4,19966° rispetto all'eclittica.